# Ferdinand Klitzing

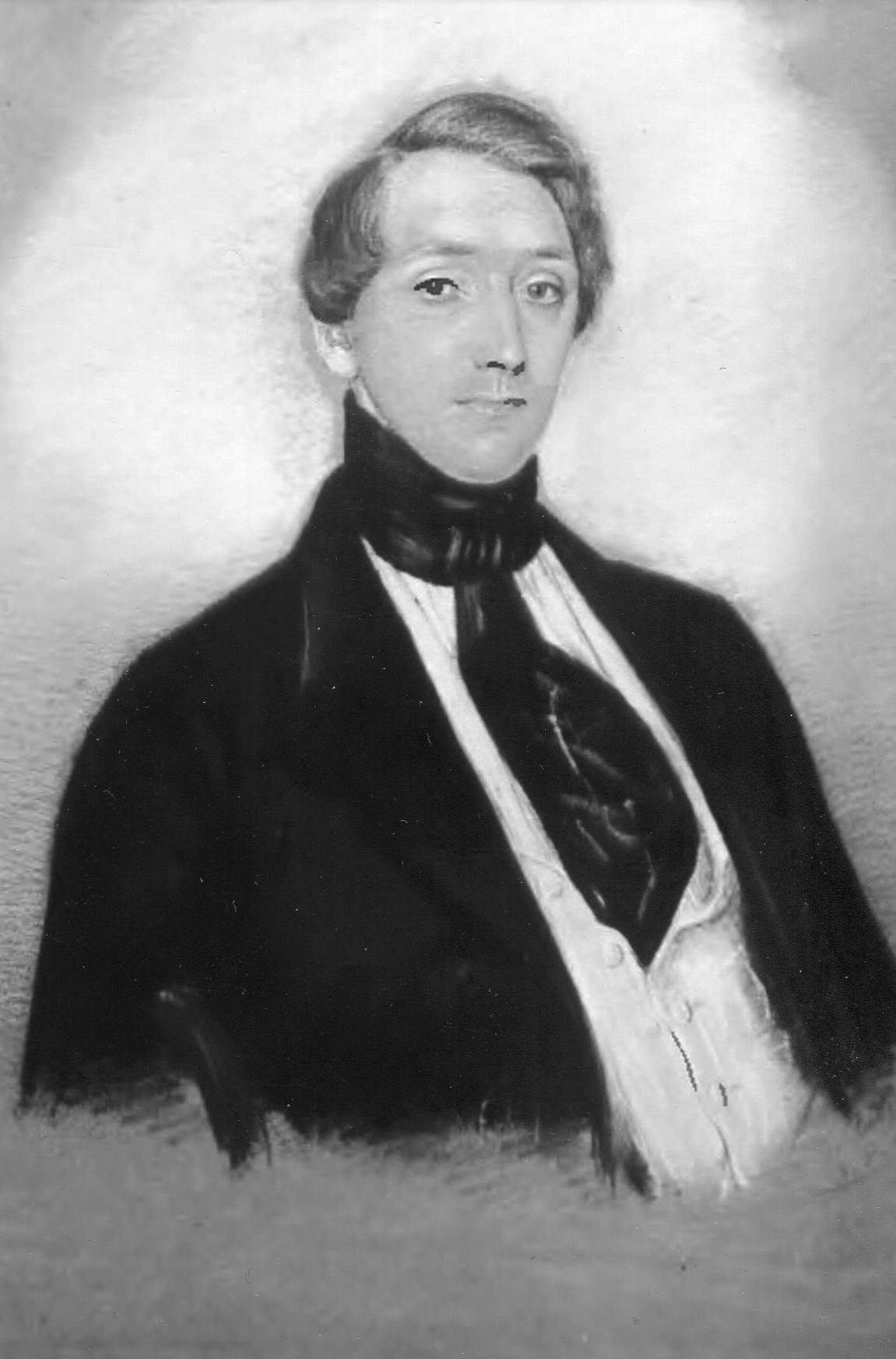
F. Klitzing (F. Ratzky 1842)

Carl Ferdinand Klitzing (* 30. Dezember 1807 in Rostock; † 29. April 1883 in Plau i. Meckl.) war ein deutscher Verwaltungsjurist und Richter in Mecklenburg. Jahrzehntelang war er Bürgermeister von Plau.

## Leben
Ferdinand Klitzing war Sohn des Rostocker Kaufmanns Heinrich Christian Klitzing (1772–1845). An der Universität Rostock studierte er ab 1827 Rechtswissenschaft. Nach den Examen war er als Auditor in Toitenwinkel (1833) sowie als Beamter und Amtsverwalter (1841) tätig. Am 21. Juli 1842 wurde er zum Stadtrichter und Bürgermeister der Stadt Plau ernannt. In seiner fast 41-jährigen Amtszeit in beiden Positionen hatte er maßgeblichen Anteil an der Gestaltung Plaus als Kurort. Es erfolgten beispielsweise die Errichtung der Stadtschule und des Stadtkrankenhauses, die Gestaltung des Klüschenberges („Klitzinghöhe“) sowie die Einrichtung einer Bahnverbindung nach Güstrow. Klitzing war ebenso ein Förderer des Vereinslebens und der Anfänge der Plauer Sommerfrische. Der Hofrath Klitzing verstarb am 29. April 1883 in Plau. Heute trägt die Klitzingstraße in Plau seinen Namen.
Verheiratet war Klitzing seit 1841 mit der Rostocker Juristentochter Auguste Scharenberg (1808–1904), einer Cousine des Neustrelitzer Juristen Theodor Scharenberg. Eine ältere Schwester Annette Klitzing heiratete Ernst Alban, einen berühmten Pionier des Dampfmaschinenbaus und Ehrenbürger von Plau. Sein Sohn Karl Klitzing (1848–1933) heiratete Emma Leverkus (1848–1902), eine Tochter des oldenburgischen Geheimen Archivrats Wilhelm Leverkus (1808–1870). Der Rostocker Stadtbaumeister Theodor Klitzing (1812–1883) war Ferdinands jüngerer Bruder.

## Klitzing's Höhe

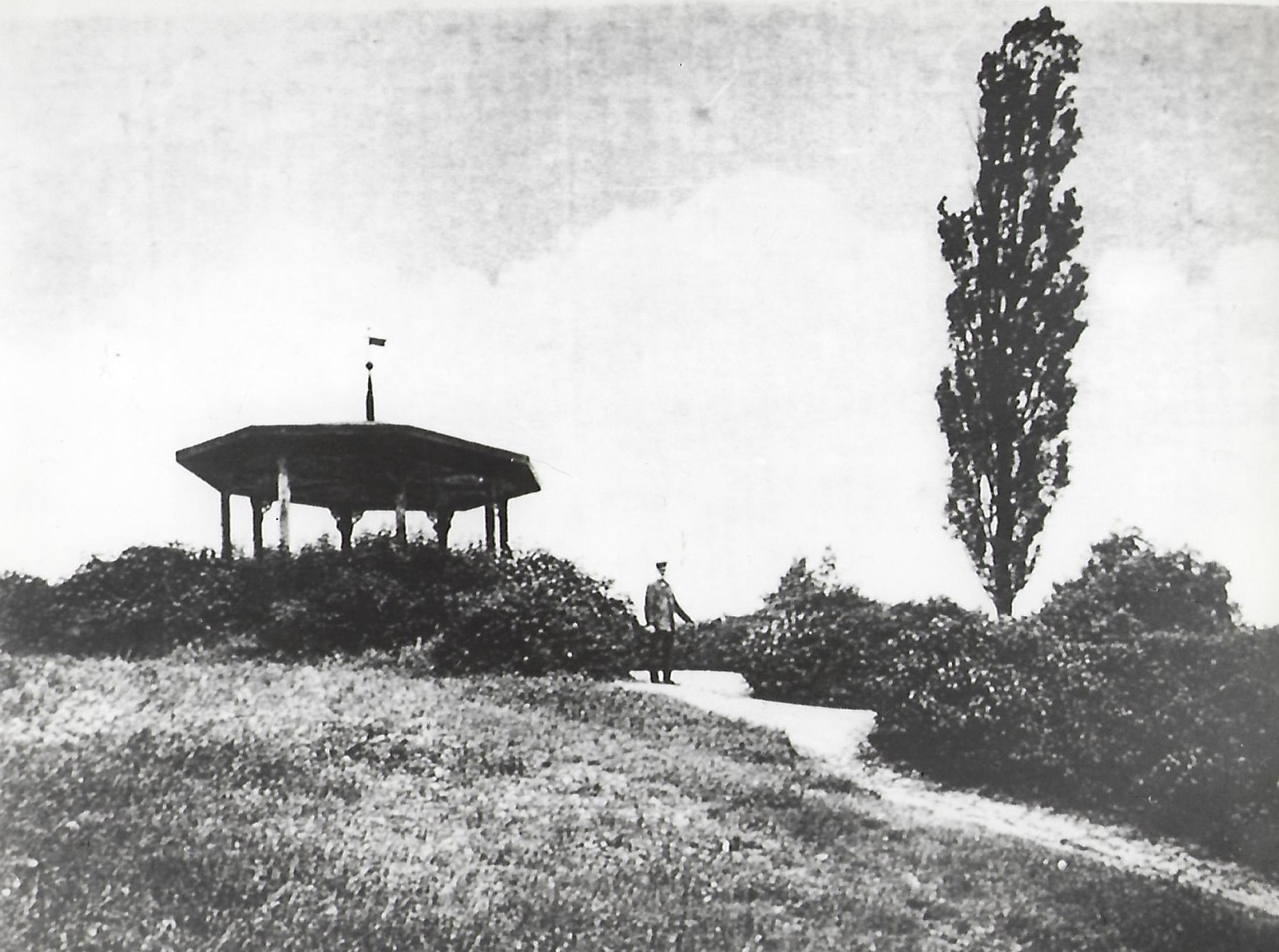
Klitzing-Höhe
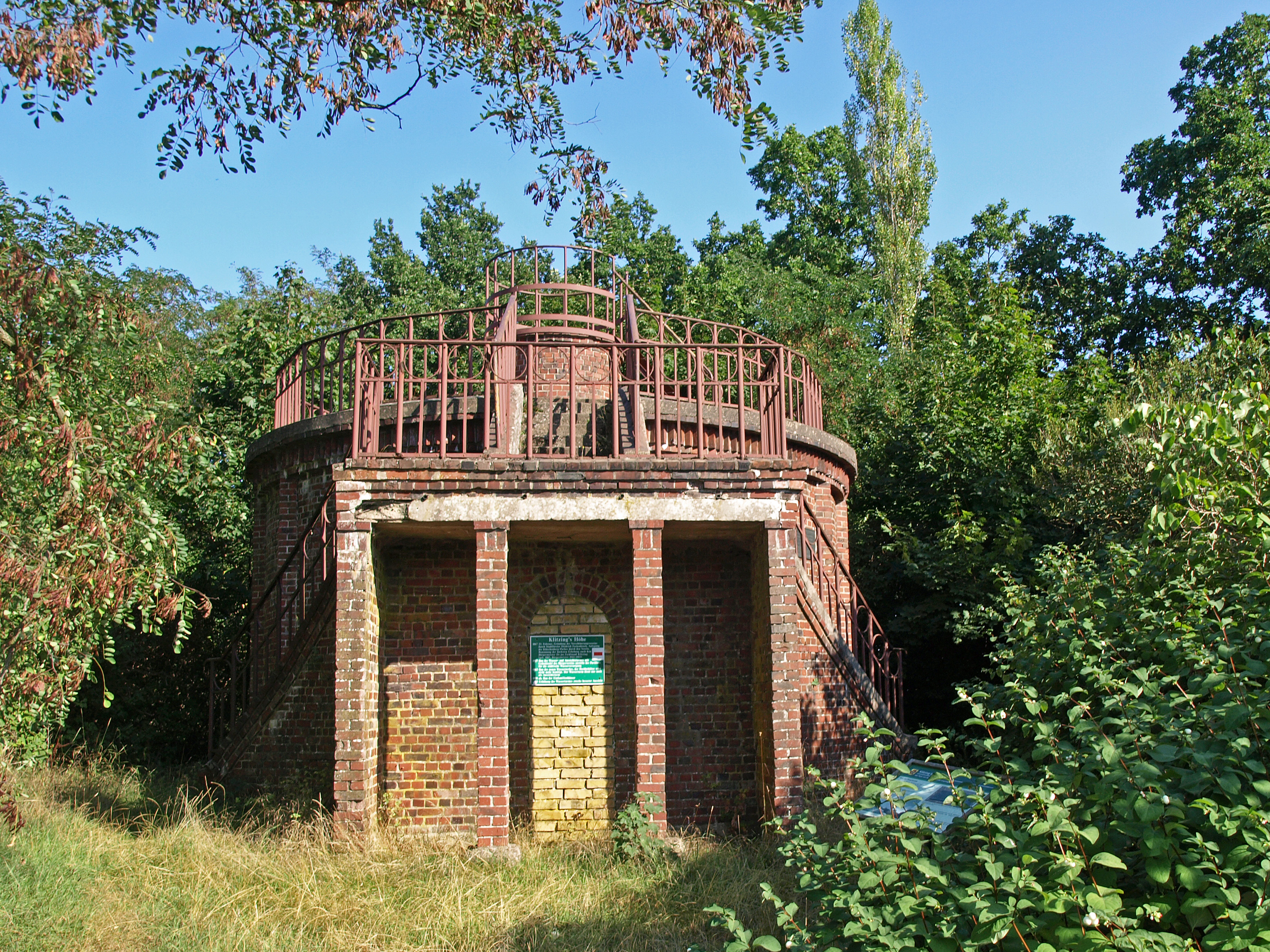
Keine Aussicht mehr
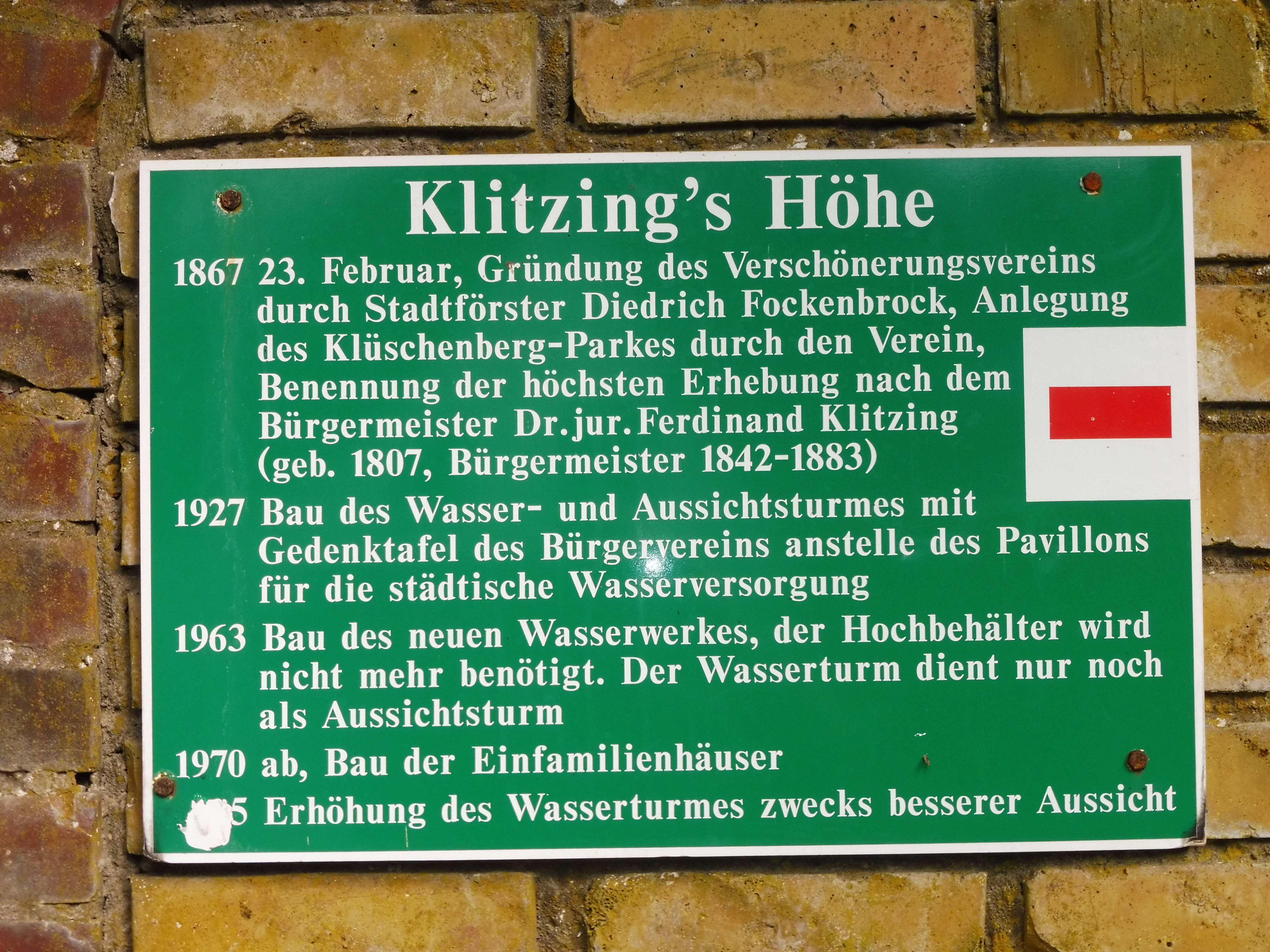
Erinnerung